# Љантор
Љантор (рус. Лянтор) град је у Русији у Хантији-Мансији. Према попису становништва из 2010. у граду је живело 38992 становника.

## Становништво
| 1989.  | 2002.  | 2010.  |
| ------ | ------ | ------ |
| 22.071 | 33.011 | 38.992 |